# Eugène Tydén
August Eugène Tydén, född den 21 juni 1843 i Stockholm, död där den 6 november 1934, var en svensk militär. Han var far till Adolf och Ebbe Tydén och farfar till Hilding Tydén.
Tydén blev underlöjtnant vid Livregementets dragonkår 1864, löjtnant 1874, ryttmästare 1882, major 1893 och överstelöjtnant 1896. Han beviljades avsked 1901. Tydén blev riddare av Svärdsorden 1885. Han vilar i en familjegrav på Norra begravningsplatsen utanför Stockholm.